# Ávila
Ávila é um município espanhol, localizado na província de Ávila, na comunidade autônoma de Castela e Leão. Está situada próxima do rio Adaja e é a capital de província espanhola com maior altitude, a 1131 metros acima do nível do mar. A cidade apresenta um clima mediterrâneo continental com nuances de clima de montanha.
Ávila foi fundada no século XI pelo Rei Afonso VII. Seus principais destaques são a muralha que a cerca – conjunto arquitetônico do estilo românico que remonta ao período da fundação da cidade –, a Catedral del Salvador e a Igreja Basílica de São Vicente. Esses monumentos, bem como todo o centro histórico local, foram declarados Patrimônios da Humanidade em 1985, pela Organização das Nações Unidas para a Educação, a Ciência e a Cultura (UNESCO), de acordo com os critérios III e IV de classificação.
O nome da cidade pode ter origem vetônica e acredita-se que Ptolomeu refere-se à Ávila em sua obra Geografia como Obila, no entanto, esta relação não é clara.

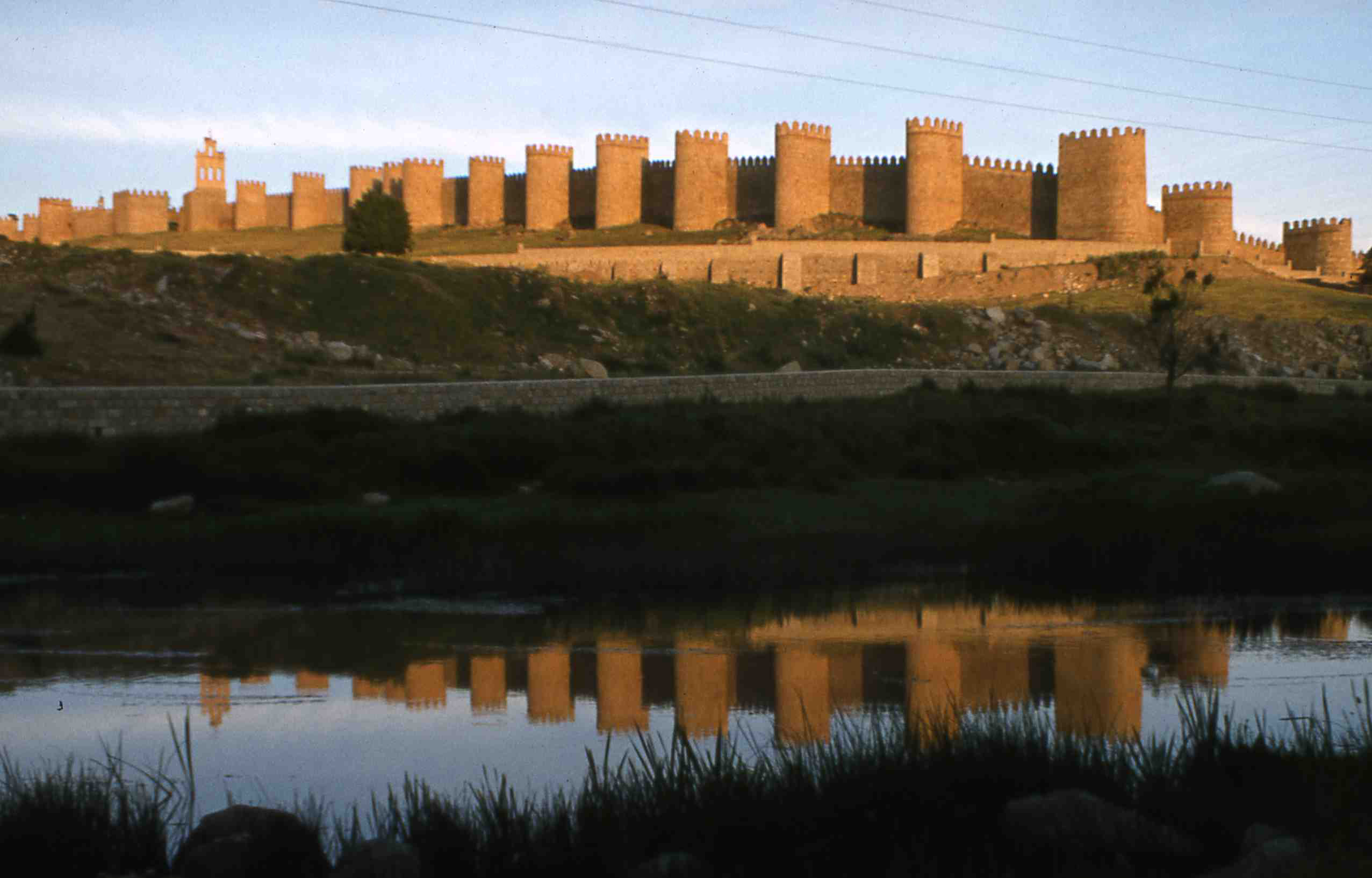
Ávila - muralhas da cidade com rio Adaja

## História

### Pré-história

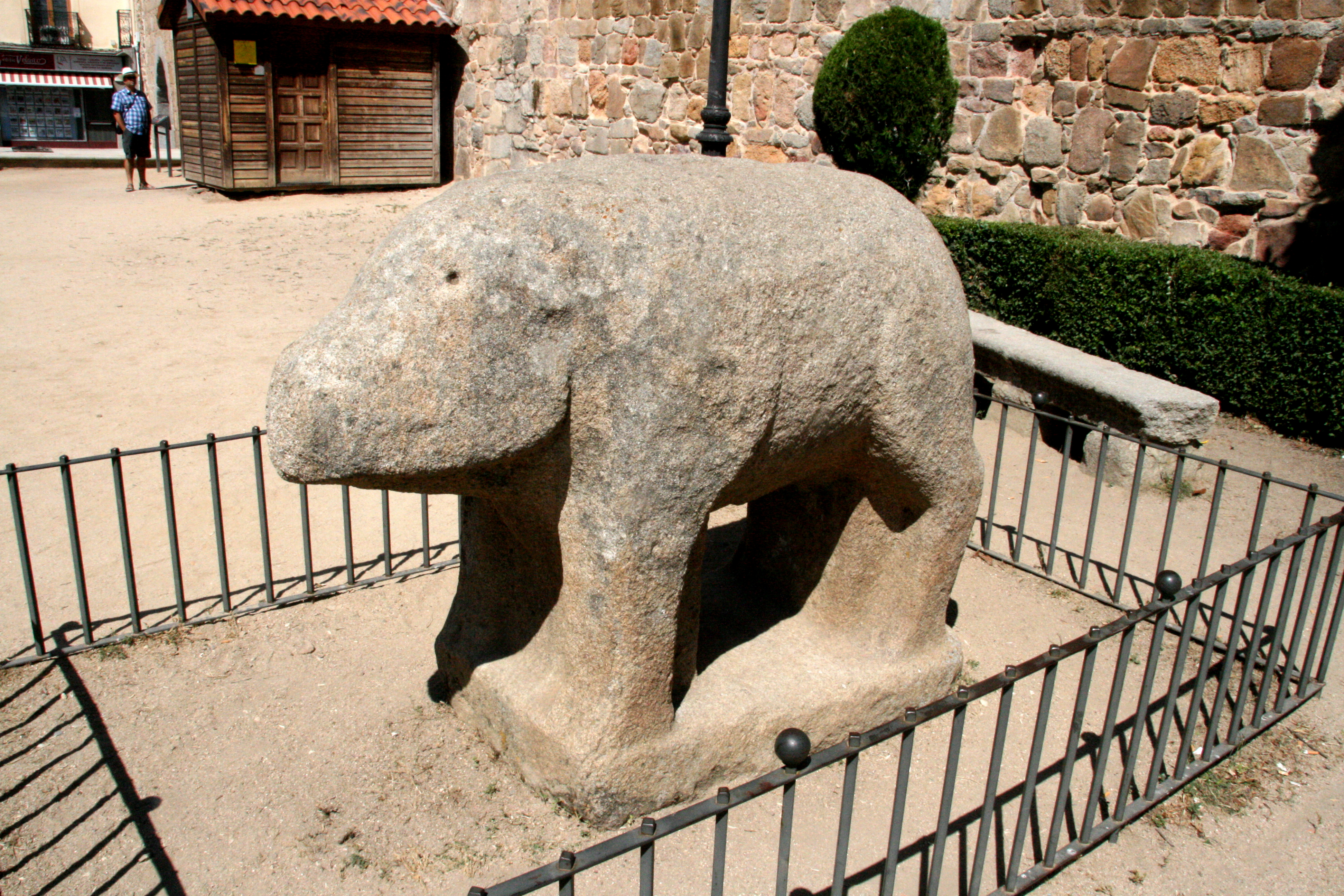
Verraco de Las Cogotas

No município de Ávila, próximo à localidade de Bernuy Salinero, há um monumento funerário preservado, datado no final do Período Neolítico ao início da Idade do Bronze, denominado dólmen do Prado de las Cruces.
O nome da cidade pode ter origem vetônica. Segundo o helenista do século XIX Karl Wilhelm Ludwig Muller, a cidade vetônica de Obila, descrita por Ptolomeu, poderia, hipoteticamente, corresponder à atual Ávila. Todavia, de acordo com Roldán Hervás, essa relação é duvidosa. A realidade é que a origem de Ávila é difusa, embora algumas pesquisas afirmem que Obila surgira na segunda metade do século I a.C. Nesse sentido, de acordo com alguns historiadores, Óbila foi um dos muitos assentamentos vetões da província, juntamente de Castros Sanchorreja, Berrueco, Mesa de Miranda, Las Cogotas, El Raso e Ulaca. Ademais, o povoamento de Obila ganharia importância com a crescente romanização do território, em detrimento de outros fortes situados em terreno montanhoso. Os vetões deixaram vestígios do seu povoamento em toda a geografia da província de Ávila, dando destaque às conhecidas estátuas de pedra, genericamente denominadas como verracos.

### Idade Antiga
De acordo com alguns historiadores, a atual cidade de Ávila foi uma fundação ex-novo dos romanos, que lhe deram o nome de Ábila, Óbila ou Ábela (em latim: Abila, Obila, Abyla ou Abela). A cidade romana foi formada pelo atual bairro antigo – área hoje cercada por muralhas. A antiga presença romana na cidade manifesta-se por meio da ponte romana, da estrada e de vários mosaicos – vestígios daquela época que sobreviveram até hoje. A necrópole romana estava situada ao leste, para além da rua de San Segundo, fazendo, assim, com que em toda aquela parte da parede possa-se ver peças funerárias reaproveitadas como material de construção, tais como estelas, aras e capsulas cinerárias de granito, embutidos nas telas da parede oriental.
Nos séculos I e II, houve o maior esplendor da cidade sob o domínio romano. Nesse sentido, na economia da cidade, houve uma grande importância da pecuária transeunte, no que diz respeito às rotas que atravessavam a Serra de Gredos pelo porto do Pico e Tornavacas. No tempo do imperador Constantino, a cidade de Ávila fazia parte da província romana da Lusitânia. Todavia, a cidade experimentou certo declínio a partir do século III, sendo contextualizada em meio a uma crise generalizada na Hispânia Romana como resultado das invasões dos francos e alamanos e um certo processo de abandono das cidades, a favor das villae, como os exemplos próximos de El Vergel em San Pedro del Arroyo e o Muro dos Mouros em Niharra. Uma epidemia de peste começou em meados de 250-252 d.C. e dizimou a população da cidade por 20 anos.

### Idade Média

#### Etapa Visigoda
Ao longo do século V e início do VI, foram feitos gradativamente — e em pequenos grupos — os primeiros assentamentos visigodos na península. Nesse sentido, a importância de Ávila nesse período deveu-se ao seu caráter religioso, uma vez que teve a intervenção dos prelados de Abela nos concílios de Toledo. Ademais, Ávila foi a sede episcopal durante a dominação visigótica. .

#### Reassentamento
Durante a reconquista, a cidade tornou-se um local estratégico, onde muçulmanos e cristãos sempre desejado como um enclave defensivo. Após essas invasões, Ávila passou por três séculos dos quais poucos acontecimentos são conhecidos. A partir do século VIII, muitas cidades do planalto e do centro da península podem ser consideradas dentro do chamado “deserto estratégico”, onde houve um forte despovoamento e que se tornou terra de ninguém. No século X, o conde Fernando Flaínez tentou repovoar a cidade, embora apenas no século XI tal repovoamento realmente tenha ocorrido — Afonso VI de Leão encomendou seu genro, Raimundo de Borgonha, para reabitar e circundar as cidades de Salamanca, Ávila e Segóvia.
Nessa época, surgiu uma indústria têxtil relativamente importante, mas que não conseguiu competir com os tecidos flamengos e italianos.
Com o tempo, o processo de reconquista foi mudando gradualmente para o sul, deixando Ávila em segundo plano. Apesar da perda de importância,Ávila foi uma das 17 cidades da coroa de Castela, que continuou a enviar agentes às Cortes nos séculos XIV e XV, após a redução destas ao longo do século XV.

### Idade Moderna
Durante o reinado do Reis Católicos, na segunda metade do século XV, e durante os reinados de Carlos I e de seu filho Filipe II no século XVI, a cidade renasceu devido às idas e vindas da corte. Posteriormente, Ávila prosperou e a província testemunhou o nascimento de várias personalidades religiosas, escritores e conselheiros espirituais, como Teresa de Cepeda e Ahumada — mais conhecida como Santa Teresa de Jesus—, nascidos na capital, e São João da Cruz, que nasceu na cidade de Fontiveros.
A partir do final do século XVI e início do XVII, a cidade iniciou um longo declínio e despovoamento.. Outros fatores influenciaram o declínio da cidade, tais como a queda acentuada da atividade têxtil.
No final do século XVIII, foi fundada em Ávila a Royal Cotton Factory, instalada, em 1788, com capital do estado pelos técnicos ingleses John Berry e Thomas Bilne.. Todavia, o projeto fracassou, visto que seus tecidos de algodão não encontraram escoamento no mercado e, após notória falta de produtividade, seria transferido em 1799 para finalmente estabelecer ali uma fábrica de lã.

### Idade Contemporânea
A cidade de Ávila foi saqueada pelos franceses em 1809, por ordem do marechal francês Lefebvre. Nesse episódio, as tropas francesas saquearam várias igrejas na cidade, bem como casas particulares, e queimaram o matadouro da cidade.
Ao longo do século XIX, a cidade continuou com a decadência e a estagnação características dos séculos anteriores.
Durante a segunda metade do século XIX, ocorreu uma lenta recuperação demográfica com a construção da ferrovia, o que fez da cidade um importante entroncamento na linha de Madri à fronteira francesa via Irún.  Em 1936, após a eclosão da Guerra Civil, a cidade, como praticamente toda a região de Castela e Leão, passou rapidamente a fazer parte da área ocupada pelas tropas rebeldes. Ademais, na cidade de Ávila, no ano 1936, existia um campo de concentração franquista.

## Patrimônio Material
A cidade de Ávila é reconhecida, principalmente, pelo seu patrimônio material, constituído por monumentos de diversos períodos históricos com alto grau de conservação. Destacam-se, dentre esses monumentos, as construções do estilo românico, como a muralha que protege a cidade, projeto arquitetônico do século XI, que marcam a paisagem de Ávila e possuem grande valor histórico e arquitetônico.
Em 1884, as muralhas de Ávila foram declaradas Monumento Nacional e em 1982 a cidade foi declarada Conjunto Histórico-Artístico. Desde 1985, a cidade antiga de Ávila, sua muralha e as igrejas extramuros de São Vicente, São Pedro, São Andrés e São Segundo são consideradas como Patrimônio da Humanidade pela Unesco. Em 2007, a Unesco estendeu a declaração de Patrimônio da Humanidade às igrejas de San José, Santo Tomás, San Martín, Santa María de la Cabeza e San Nicolás.

### Depósitos arqueológicos
- Dólmen do Prado das Cruzes: monumento funerário que data do final do Período Neolítico, perto do distrito de Bernuy-Salinero.
- Sítio Arqueológico da Plaza do Mercado Grande: em 2001, foram localizados, na praça de Santa Tereza, diversos restos arqueológicos dos períodos romano, baixo medieval e pré-romano.[37]
- Curtumes Antigos do Arrabal de São Segundo: sítio arqueológico situado fora da cidade de Ávila, na margem direita do rio Adaja, que representa um exemplar único e relevante de complexo artesanal dedicado ao curtimento de peles em funcionamento entre os séculos XIV e XVIII. Eles foram declarados como bens de interesse cultural em 2010.[38]

### Arquitetura religiosa

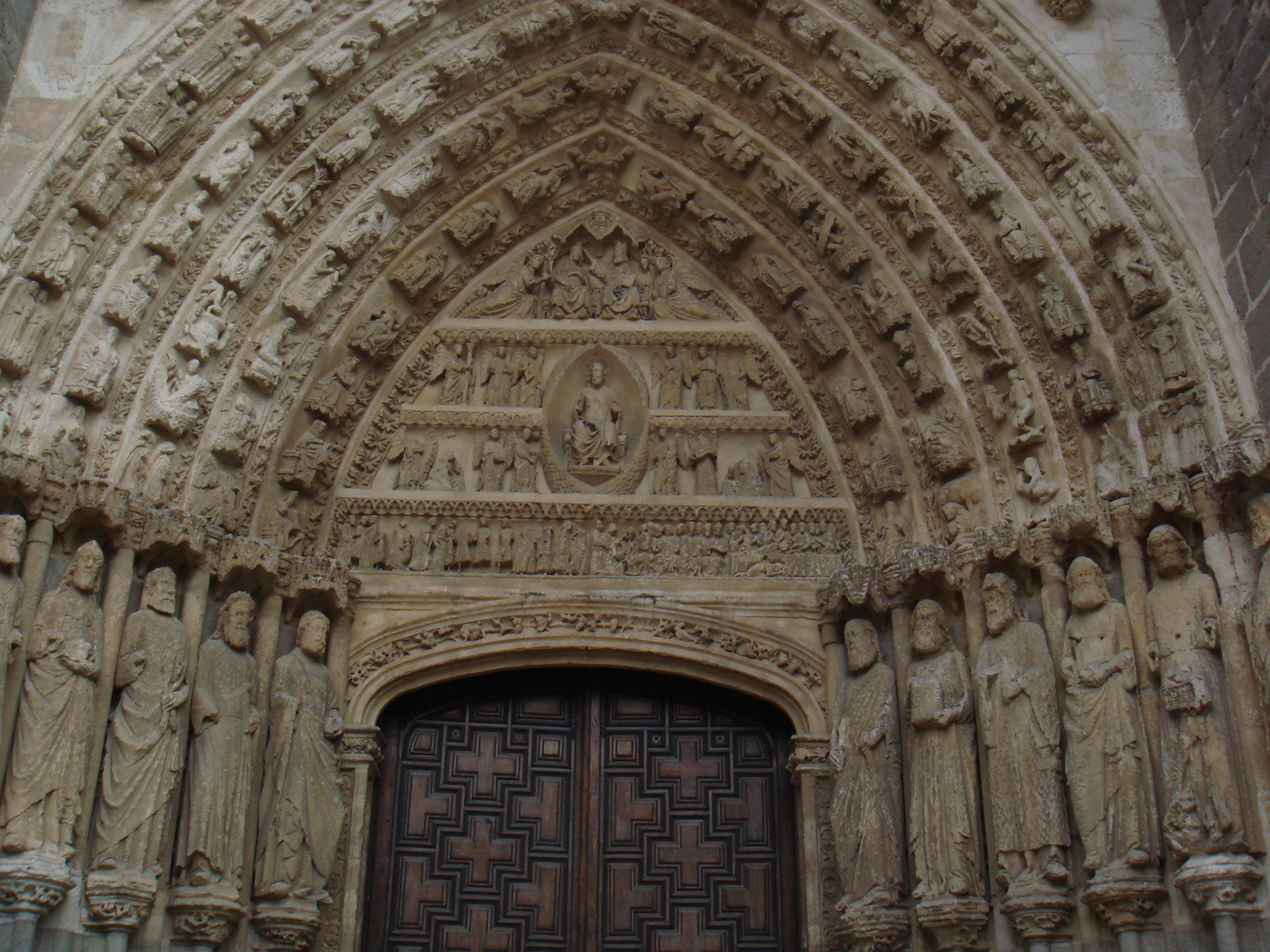
Detalhes da fachada norte da Catedral de Ávila

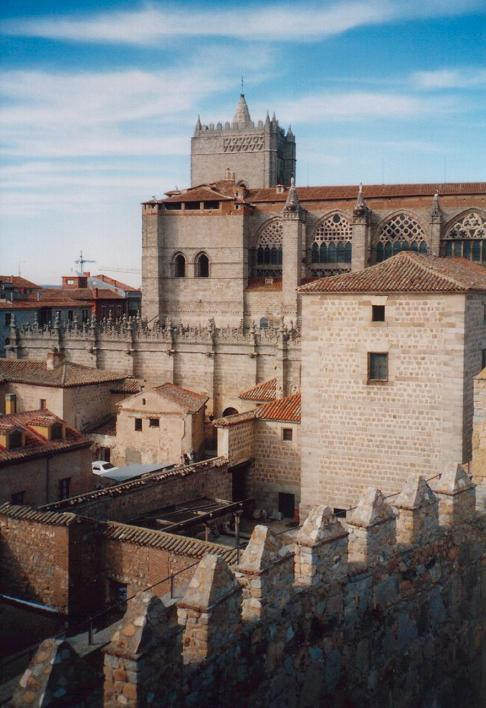
Lateral da Catedral de Ávila

- Catedral de El Salvador de Ávila: a sua construção decorre entre os séculos XII e XV. Gozava de uma função militar e defensiva graças à sua cabeceira fortificada,[39] cuja torre está montada na mesma muralha da cidade.[40] Inicialmente foi construída em estilo românico, pelo Mestre Fruchel.[39]No início do século XIII, o estilo gótico foi adotado nas obras.[39]O mestre Fruchel iniciou as obras inspirando-se na Basílica de Saint-Denis.[40] Durante o primeiro terço do século XIV, o bispo Sancho Blázquez Dávila reativou as obras da catedral.[39]É uma das edificações que deu início à introdução do gótico francês na península e é considerada a primeira catedral gótica da Espanha,[41][42]  é construída principalmente em granito.[43] Na catedral, destaca-se o monumental retábulo-mor, iniciado por Pedro Berruguete em 1499 até sua morte e que contaria também com a participação de Juan de Borgonha.[44]

- Basílica de São Vicente: sua construção teve início no século XII, no estilo românico e foi finalizada no século XIV.[45] A fase final dessa construção foi atribuída ao mestre francês, Giral Fruchel, introdutor do estilo gótico na Espanha e que participou também da construção da catedral. A estrutura geral é similar à das basílicas latinas.[45]Parte traseira da Basílica de São Vicente de Ávila

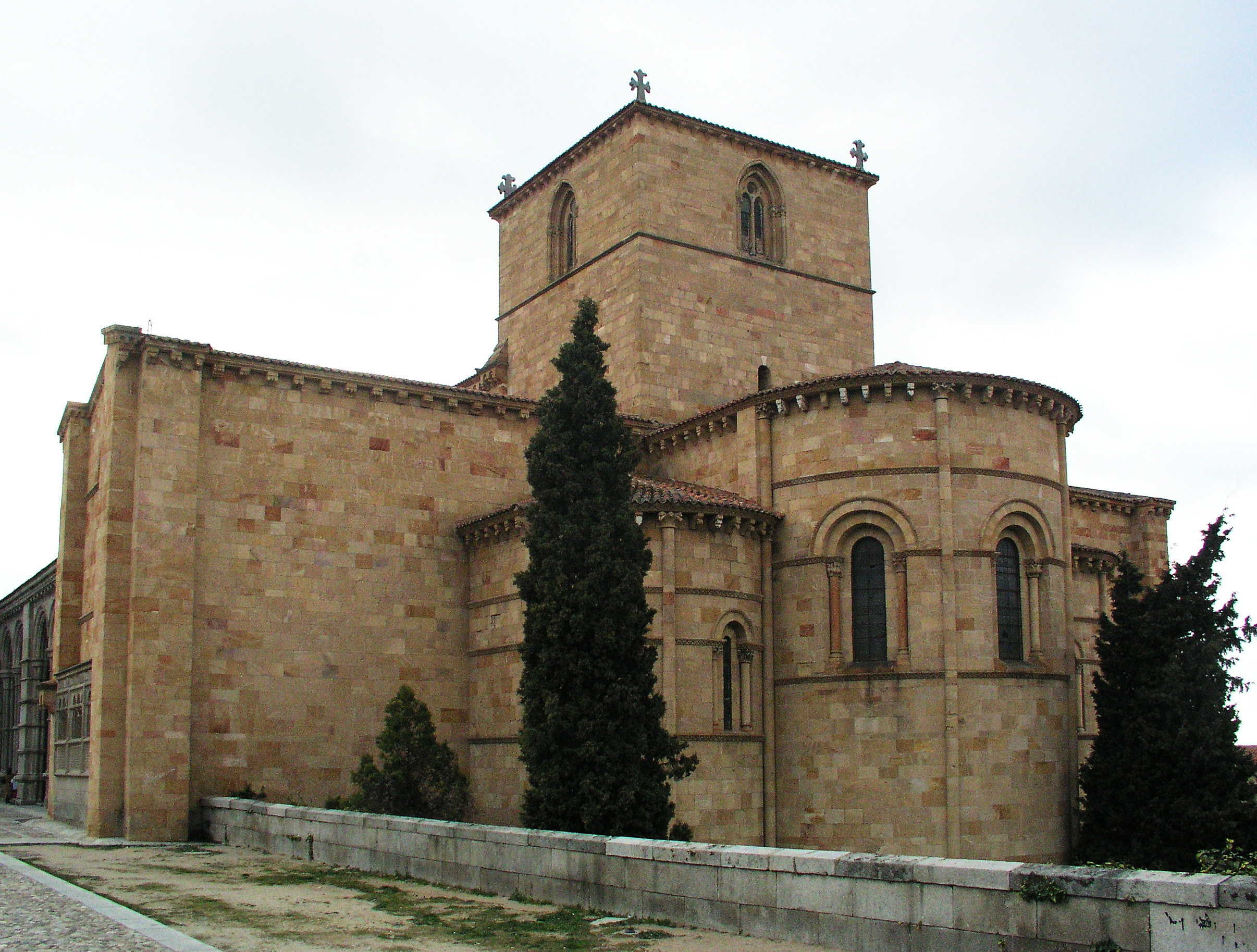
Parte traseira da Basílica de São Vicente de Ávila

- Igreja de São Pedro: igreja românica situada fora do território amuralhado, na Plaza del Mercado Grande. O início da sua construção data por volta de 1100 e o seu fim por volta de 1130. Passa por várias reformas ao longo dos séculos XIII e XIV. Apresenta analogias com a da Basílica de São Vicente, construída por volta das mesmas datas.[46]
- Ermida de São Segundo: ermida localizada a oeste de Ávila, além das muralhas, na margem direita do rio Adaja. Apresenta vestígios românicos, embora tenha sido reformada durante o século XVI.[47] A estátua de alabastro do século XVI, foi feita por Juan de Juni. A crença popular conta que, ao introduzir um lenço no sepulcro e pedir três desejos, o santo concede um deles.[48] San Segundo é o padroeiro de Ávila e sua festa é celebrada no dia 2 de maio.[49]
- Igreja de Santo Andrés: igreja românica do século XII localizada a nordeste da cidade. Tem planta basílica com três naves, com as seus absides correspondentes, sendo a central a maior. Ele passou por uma restauração em 1930.[50]
- Mosteiro Real de Santo Tomás: convento dominicano construído no final do século XV. O retábulo-mor contém pinturas de Pedro Berruguete, que retratam episódios da vida de Santo Tomás. Foi a residência de verão dos Reis Católicos.[51]
- Convento de São José: convento de freiras carmelitas descalças. Foi a primeira fundação realizada por Santa Teresa de Jesus e o ponto de partida da reforma teresiana. Foi construída em 1562, embora a igreja, seu elemento arquitetônico mais interessante, tenha começado a ser construída em 1607.[52] Seu desenho foi elaborado pelo arquiteto Francisco de Mora (1553-1610). É Monumento Nacional desde 1968. Atualmente o prédio funciona como sede do Museu Teresiano das Carmelitas Descalças.
- Ermida de Santa Maria da Cabeça: pequena ermida de elementos mudéjar localizada na zona norte da cidade.[53]
- Ermida de São Martín: igreja românica situada na zona norte da cidade, foi reconstruída em 1705. Destaca-se a sua torre quadrangular, a parte mais antiga do edifício, do século XIV. A torre tem uma base de pedra berroqueña, sobre a qual assenta a parte superior do corpo, construída em tijolo e em estilo mudéjar.[54]
- Igreja de São Nicolás: igreja românica do século XII, localizada a sul da cidade. Possui três naves, com três portas de acesso, e ábside semicircular. Possui ainda uma torre de planta quadrangular. Passou por uma reforma no século XVII.[55]
- Convento da Encarnação: surgiu como um beguinário em um local diferente e, em 1513, mudou-se para a localização que se encontra - na época um cemitério judeu - para se tornar um mosteiro de religiosos com votos. Santa Teresa ingressou nele em 1533 e preparou sua reforma por 27 anos. No século XVII, passou por reformas na abóbada e na cúpula.[56]

### Arquitetura Civil
A cidade conta com inúmeros palácios, casarões e casas fortes – em sua maior parte, datadas dos séculos XV-XVIII – localizados, a princípio, na zona alta da região amuralhada e nos bairros compreendidos entre a Igreja de San Pedro e a igreja de San Vicente, bem como seus arredores. Além dos seguintes itens, destacam-se o palácio episcopal ou palácio do Rei Menino, o Episcópio, o palácio das Lesquinas, a Casa dos Guillamas, o palácio de Rengifos, o palácio de Dom Gaspar Bullón (demolido), o palácio do Marquês de Fuente el Sol, a Casa dos açougueiros, a Casa do Cordón e a Casa ou Hospital do Cavalo.

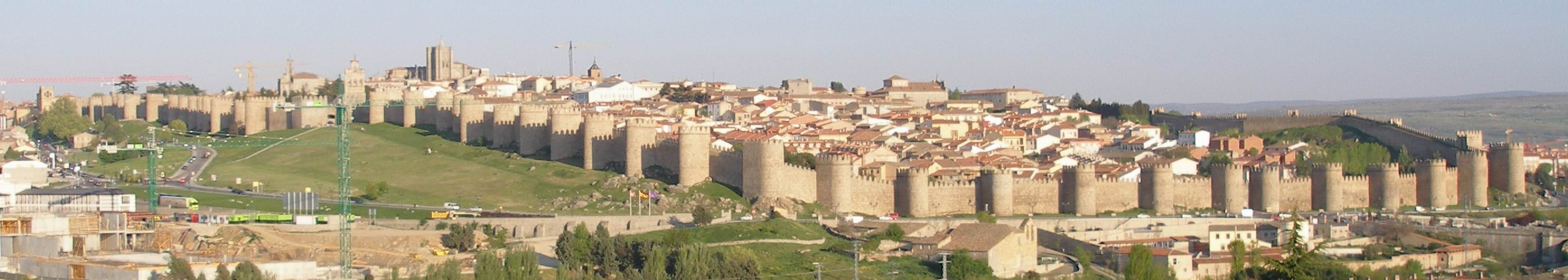
Muralhas de Ávila

- Muralhas de ÁvilaMuralhas de Ávila: principal monumento da cidade, foi construído entre os séculos XII e XIII, além de ser o muro mais bem preservado de toda a Espanha,[57] além de ser o maior monumento completamente iluminado do mundo.[58]
- Câmara Municipal de Ávila: localizada na praça do Mercado Chico, foi obra do arquiteto Ildefonso Vásquez e construído durante a metade do século XIX. Sua fachada tem como material o granito e é inspirado em obras isabelinas.[59]
- Palácio de los Águilla: palácio construído no século XVI, mas sofreu uma reforma no século XX, com uma restauração do caráter românico. Fica localizado dentro do muro, após passar pela porta de São Vicente e defendeu esta entrada das tropas muçulmanas. Sua localização é ocupada por tropas da família Águilla.[60]
- Mansão das Noites: conhecida como "Torre de los Aboín" e se destaca por sua grandiosa torre de alvenaria com peças de granito. Foi construída no século XVI, mas atualmente é utilizada como hotel.[61]
- Palácio Valderrábanos: construído no século XV, e é localizado na praça da Catedral de Ávila. Destaca-se por sua cobertura gótica bem preservada e o corpo da torre,[62] reconstruído no século XIX.
- Palácio de Dávila: trata-se de um conglomerado de edifícios com arquitetura contendo detalhes mouros. É conhecido também como Palácio de los Abrantes e pertencia à Casa de Dávila.[63]
- Palácio de Núñez Vela: Llcalizado na Praça de La Santa e foi utilizado de várias maneiras como: quartel, infantaria militar e academia de cavalaria, além de já ter sido sede da Royal Tissue Factory. Pertencia ao primeiro vice-rei do Peru Blasco Núñez Vela, construído no século XVI.[64][65]
- Palácio dos Carrascos: encontra-se na rua Lopez Núñez, caracterizado pelo seu piso quadrangular com um pátio interno dentro da propriedade e do lado de fora apresenta forros de pedra (esculturas de pedra vermelha), construído no século XVI.[66][67]
- Palácio de Bracamonte: também chamado de Palácio de Santa Cruz, o edifício possui elementos tardios e renascentistas se destacando pelo seu amplo pátio com pórticos e dois níveis de galeria.[68]
- Palácio da Superunda: datado da segunda metade do século XVI, inicialmente o governante Ochoa de Aguirre mandou construí-lo, no entanto, anos depois virou propriedade da família dos Condes de Superunda. Possui duas torres com três níveis cada uma e apresenta um pátio interno. Em 1920, o pintor italiano Guido Capriotti adotou-o como habitação, em regime de aluguel, até ser adquirido pelo próprio pintor em 1954; desde então sofreu várias reformas.[69]
- Palácio de Polentinos: construído no século XVI fica localizado na rua de Vallespín, construído sob comando do vereador Juan de Contreras, tornou-se propriedade dos condes de Polentinos, porém no século XIX, foi comprado pala Câmara Municipal.[70]
- Torreón de los Guzmanes: construído no século XVI, é um edifício renascentista e foi declarado de interesse com o status de monumento em 1983.[71]
- Palácio dos Reitores: construído no século XVI, atualmente é sede do museu provincial de Ávila, fica localizado na praça de Navillos.[72]
- Palácio dos Serranos: hoje é um centro de biblioteca cultural comandado pela Caixa de Ávila, foi construído no século XVI, está entre a rua Estrada e a Praça Itália.[73][74]
- Matadouro de Ávila: construído entre 1880 e 1890, caracteriza-se pelo estilo neo-mudéjar e é feito de tijolos de acordo com o projeto do arquiteto Angel Cossin. Consiste em uma sala com um corpo central saliente casa destinada a casas no térreo e com um depósito de peles no primeiro andar.
- Centro de Congressos e Exposições da Tela Norte: é um dos edifícios mais jovens de Ávila, concluído em 2009. Foi inaugurado pelos Reis da Espanha, Don Juan Carlos e Dona Sofia, em janeiro de 2010. Projetado pelo arquiteto Francisco Mangado, foi premiado com o Chicago Athenaeum Architecture Award.[75][76]

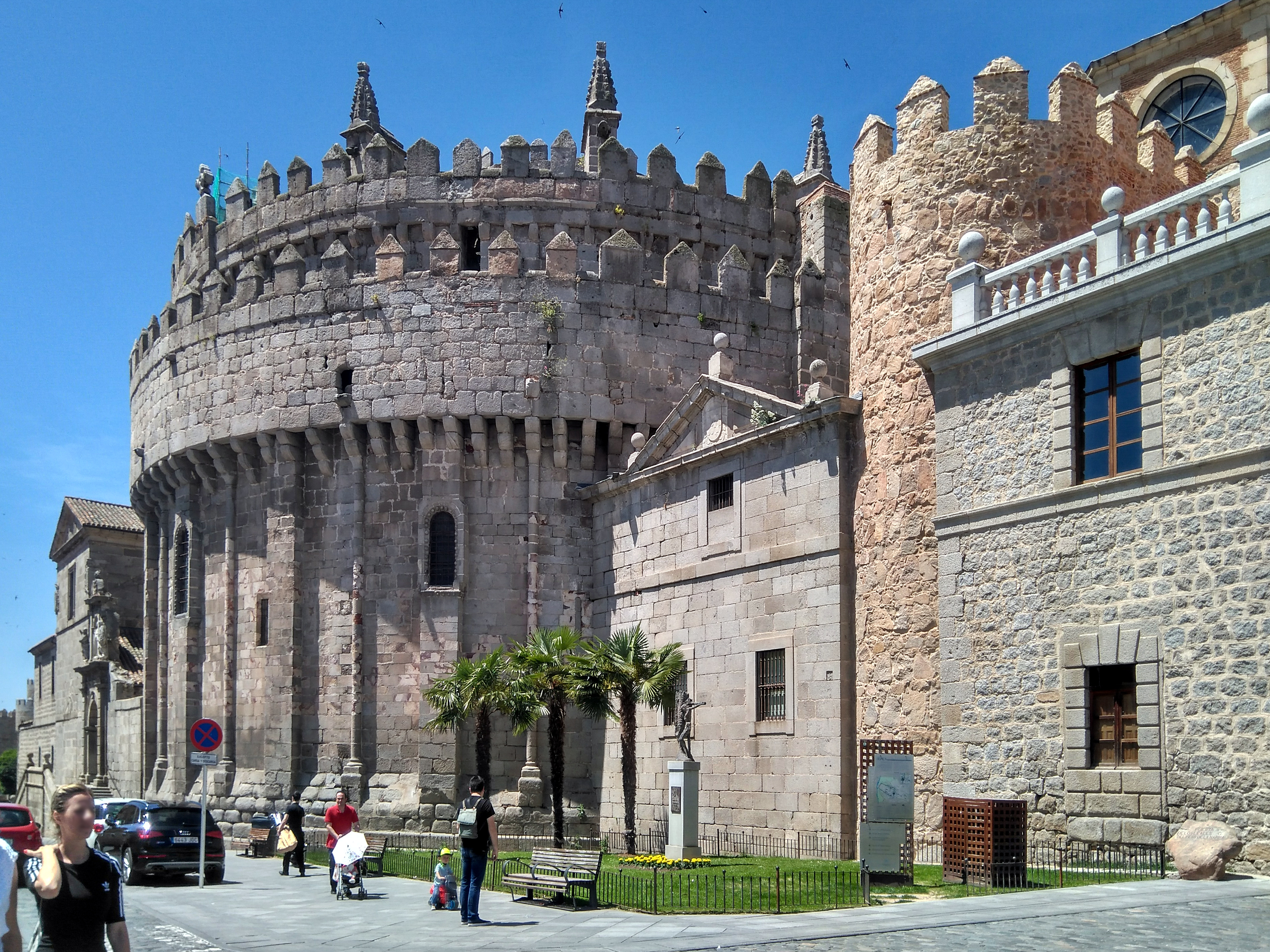
Abside da Catedral de Ávila

### Museus
O principal museu da cidade é o Museu de Ávila, inaugurado 1911. As coleções estão integradas em três grandes seções: uma que representa a cultura rural do município, outra que reúne peças encontradas no território de Ávila desde a pré-história e uma dedicada apenas a peças arqueológicas encontradas nas escavações da cidade.

## Patrimônio imaterial e cultura
O município de Ávila é marcado não só por monumentos grandiosos, mas também por uma diversificada agenda cultural, capaz de atrair interesse visitantes e locais. O patrimônio imaterial de Ávila é constituído por aspectos como os citados a seguir:

### Festas
As festas dos padroeiros de Ávila, Santa Teresa de Jesus e San Segundo ocorrem, respectivamente, nos dias 15 de outubro e 2 de maio, e atraem diversos fiéis que buscam a interseção dos santos citados. Na segunda quinzena de julho, acontecem as festas de verão.
A Semana Santa em Ávila é marcada por uma grande expressão de arte e riqueza, representada por muitos degraus ornamentada que percorrem a cidade durante o período, e foi declarada interesse turístico internacional em 2014.

### Eventos e concursos
- Mercado medieval: a cada ano, no centro histórico da cidade ocorre o mercado medieval, evento no qual os participantes desfrutam de cenários, espetáculos e gastronomias medievais. Durante esse evento muitas pessoas costumam se vestir de acordo com a época, com o objetivo de celebrar as culturas relacionadas à história da cidade: cristã, muçulmana e judaica.[80]
- Festival de Teatro de rua e artes circense: acontece no verão e é constituído por vários espetáculos, em que todos são bem-vindos.[81]
- Arteávila: é um concurso anual de artesanato, que ocorre no mês de agosto e é organizado pela Associação de Artesanato Variados de Ávila (ADAVA).[82][83][84]
- Feira de livros da antiguidade: é uma feira anual organizada pela Associação de Livros Velhos e Antigos de Castela e Leão (ALVACAL).[85][86]

### Gastronomia
Pratos característicos nas mesas dos habitantes de Ávila são: o chuletón de Ávila, que trata-se de costeleta de carne grelhada encontrada em qualquer ponto da cidade , e as yemas de Santa Tereza, doce típico da cidade também chamado de yemas de Ávila, elaboradas a partir da gema de ovo.

### Ávila na literatura
Os principais na história de Ávila são Santa Teresa de Jesus e San Juan de la Cruz que viveram na cidade escrevendo suas obras literárias. Além desses, outros diversos autores escreveram sobre o município, como a Kate O’Brien, escritora irlandesa, que escreveu uma biografia da padroeira da cidade, Santa Teresa de Jesus e o escritor espanhol Alberto Ínsua que fez das belezas arquitetônicas de Ávila, um cenário para novela Em tierra de santos.

### Ávila na cinematografia
Graças a muralha surpreendente de Ávila e seu aspecto medieval, a cidade foi o cenário de diversos filmes, como: Teresa, el cuerpo de Cristo (2007). e Adolfo Suárez, o presidente (2010)

### Personagens destacados
Ávila foi o berço de diferentes personagens na história da Espanha no século XVI, entre os quais estão os religiosos Santa Teresa de Jesus, Sebastián de Vivanco ou Gil González Dávila, soldados e conquistadores como Blasco Núñez de Vela, Sancho Dávila y Daza ou Juan del Águila, e o músico Tomás Luis de Victoria. Mais recentemente, personalidades como os jornalistas Rosa Villacastín ou José Luis Uribarri, atores, Fernando « Tito » Valverde, escritores, José Zahonero, e Eugenio de Tapia ou políticos como Agustín Rodríguez Sahagún.

## Patrimônio natural
Ávila está localizada no Planalto Norte da Península Ibérica e está situada a uma altitude de 1131 metros, sendo uma das cidades mais elevadas da Espanha.
Os terrenos do município destinam-se a cinco principais utilizações: áreas arborizadas, campos destinados ao cultivo de cereais, pastagens, margens de rios, terrenos baldios e áreas urbanizadas.
O município é atravessado pelo curso de rio Adaja, pertencente à bacia hidrográfica do Douro, que faz fronteira com a cidade pelo lado oeste.
O clima da cidade é altamente condicionado pela altitude, que ultrapassa 1100 metros acima do nível do mar. O critério de classificação climática de Koppen afirma que o clima de Ávila pode ser descrito como mediterrâneo oceânico. No entanto, outras fontes descrevem o clima de Ávila como mediterrâneo continental com uma certa nuance montanhosa.
O município de Ávila contém quatro áreas da Rede Natura 2000, com três delas com a categoria de Área de Proteção Especial para Aves e todas elas propostas como Lugar de Importância Comunitária.
- Azinheiras da Serra de Ávila: espaços naturais denominados ZEPA,[111] possuem 9.495,94 hectares de superfície dentro da província de Ávila,[112] As formações vegetais predominantes são as azinheiras, como Quercus ilex e Quercus rotundifolia, bem como o tojo. As espécies de aves mais relevantes da área são a águia imperial e a águia real.[111][112]
- Bosques de azinheiras dos rios Adaja e Voltoya: localizados predominantemente em Ávila[113] e parcialmente em Segóvia, com 27.047,93 hectares de extensão. Assim como na Serra de Ávila, predominam as azinheiras.[114][112] Além disso, os rios Adaja e Voltoya atravessam a área. Entre as aves, destaca-se a cegonha-preta (Ciconia nigra), a águia imperial e coruja elanius.[112][114]

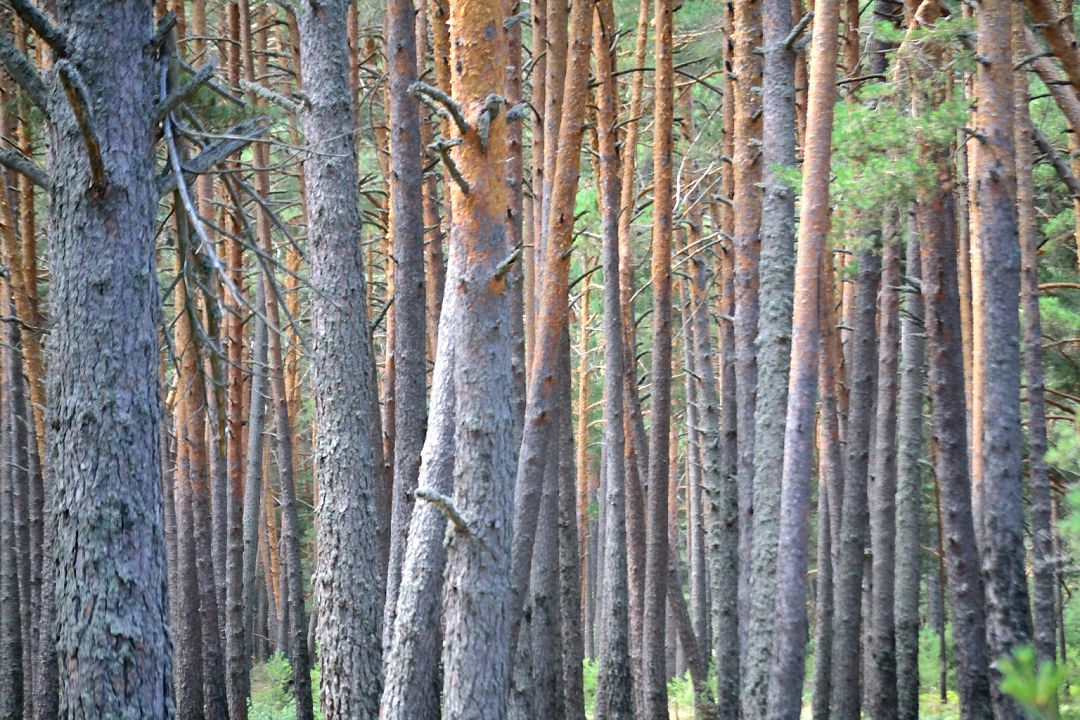
Pinhais de Peguerinos

- Pinhais de PeguerinosCampo Alzávaro-Pinares de Peguerinos: esta área de 28.373,80 hectares se estende pelas províncias de Ávila e Segóvia e ocupa uma área importante no setor nordeste do município de Ávila,[115] dentro dela está incluída a represa Senores[112] e em relação à vegetação predomina a giesta com bosques isolados de espécies arbóreas. Destacam-se, na fauna local, as populações de harrier do pântano, águia dourada e falcão peregrino.[112][116]
- Margens da sub-bacia do rio Adaja: estendem-se por 1.232,58 hectares nas províncias de Ávila, Segóvia e Valladolid. Na província de Ávila, interferem parcialmente os cursos dos rios Adaja e Ullaque.[112] Em Ávila, abrangem o curso do rio Adaja em uma faixa de 25 metros em cada margem do rio.

## Objetivos de Desenvolvimento Sustentável (ODS) em Ávila
De acordo com o relatório divulgado pela Rede Espanhola de Desenvolvimento Sustentável, Ávila alcançou 3 dos 17 Objetivos de Desenvolvimento Sustentável, que analisa a situação em uma centena de cidades.
O relatório Objetivos de Desenvolvimento Sustentável em 100 cidades espanholas é o primeiro realizado pela sucursal espanhola da Rede de Soluções para o Desenvolvimento Sustentável e pretende ser uma ferramenta de avaliação do progresso das administrações na aplicação da Agenda 2030 de Desenvolvimento Sustentável. Por enquanto, nenhuma cidade ultrapassou todos os 17 alvos.
Com o intuito de medir esses objetivos, foram identificados 85 indicadores. As cores verde, amarelo, laranja e vermelho são utilizadas para mostrar, do mais alto ao mais baixo, o grau de conformidade.

### Objetivos atingidos
Um dos objetivos alcançados é o ‘Acesso à água potável e saneamento’ a um preço sustentável, com um bom equilíbrio entre receitas e despesas neste serviço básico. Também obteve uma boa pontuação no objetivo ‘Paz, Justiça e Instituições Sólidas’, com baixos índices de criminalidade e alto percentual de participação eleitoral. E obtém seus melhores resultados em ‘Vida dos ecossistemas terrestres’ com todos os indicadores em verde, tanto em áreas naturais e áreas protegidas como em arborização urbana.

### Objetivos a serem alcançados
Ao contrário, esta cidade enfrenta grandes desafios em ‘Ação pelo clima’ por não atingir as metas de taxa de redução das emissões de CO2 e produtividade líquida do ecossistema. O acesso a ‘Educação de Qualidade’. Ainda dentro do objetivo ‘Saúde e Bem-estar’ há muito a melhorar, pois a alta taxa de mortalidade por câncer, diabetes e distúrbios do aparelho digestivo está marcada em vermelho.
A cidade também não consegue atingir dois objetivos relacionados à economia. Um desses objetivos é ‘Trabalho decente e desenvolvimento econômico’, devido à alta taxa de desemprego, e em ‘Indústria, inovação e infraestrutura’.
De acordo com o estudo, a renda média por agregado familiar na cidade é de 24.284 euros. Além disso, destaca-se a diferença que existe entre os salários ganhos por homens e mulheres, e também, embora menos, nas pensões.

## Demografia
| Variação demográfica do município entre 1991 e 2004 | Variação demográfica do município entre 1991 e 2004 | Variação demográfica do município entre 1991 e 2004 | Variação demográfica do município entre 1991 e 2004 |
| --------------------------------------------------- | --------------------------------------------------- | --------------------------------------------------- | --------------------------------------------------- |
| 1991                                                | 1996                                                | 2001                                                | 2004                                                |
| 45977                                               | 47187                                               | 49712                                               | 52417                                               |

## Cidades geminadas
- França Villeneuve-sur-Lot (França)